# Catherine Taber

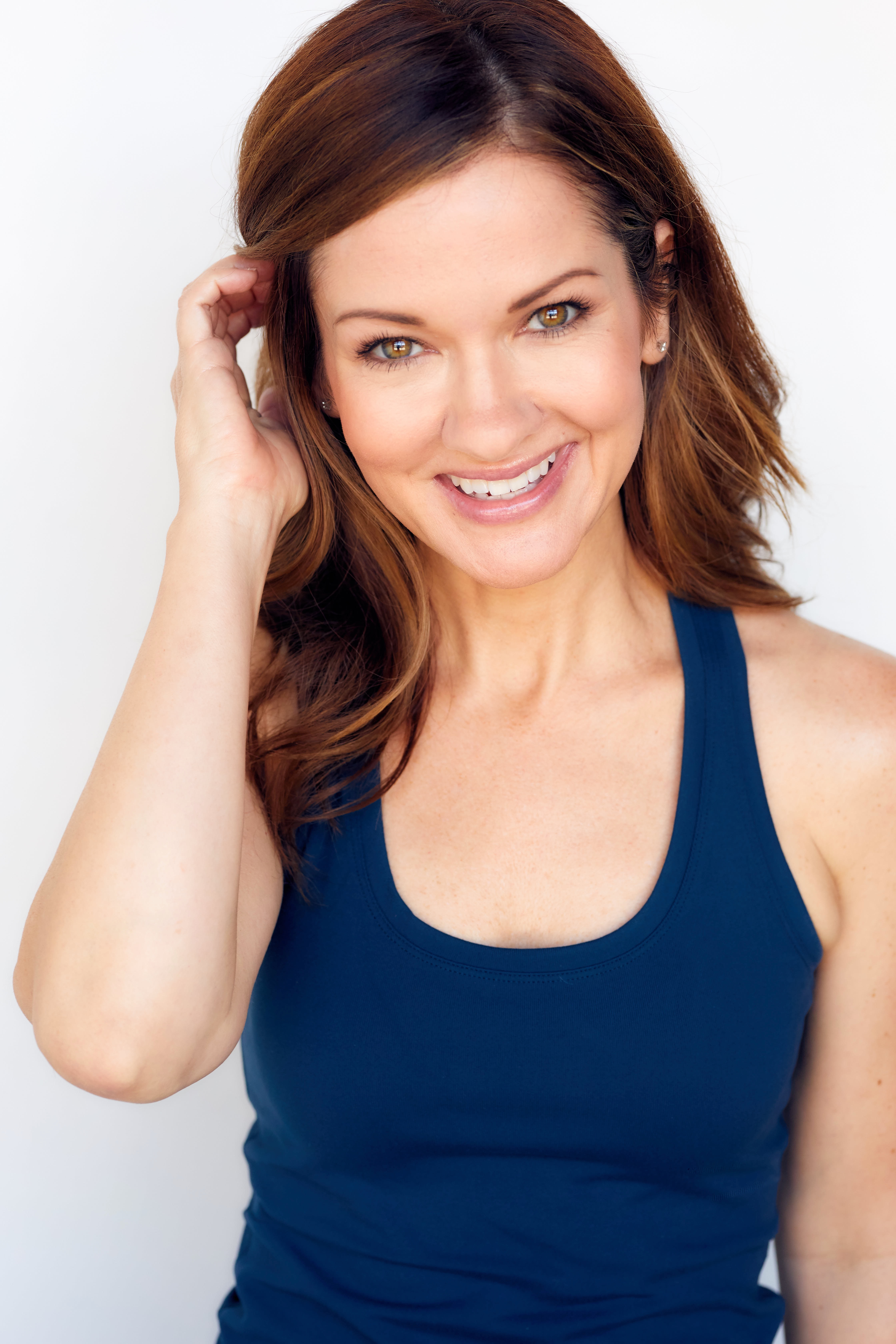
Catherine Taber

Catherine Taber (* 30. Dezember 1979 in Georgia) ist eine US-amerikanische Schauspielerin, Synchronsprecherin & Hörbuchsprecherin. Sie hatte unter anderem Synchronrollen in dem Film Star Wars: The Clone Wars und synchronisierte zahlreiche Charaktere in Videospielen.

## Leben
Taber begann 1997 mit dem Schauspiel. Sie ist Gründerin der Spendenorganisation Games for Soldiers („Spiele für Soldaten“), welche Unterhaltungsmedien wie zum Beispiel Videospiele für Soldaten in Auslandseinsätzen sammelt.
Taber lebt im US-Bundesstaat Georgia.

## Filmografie (Auswahl)

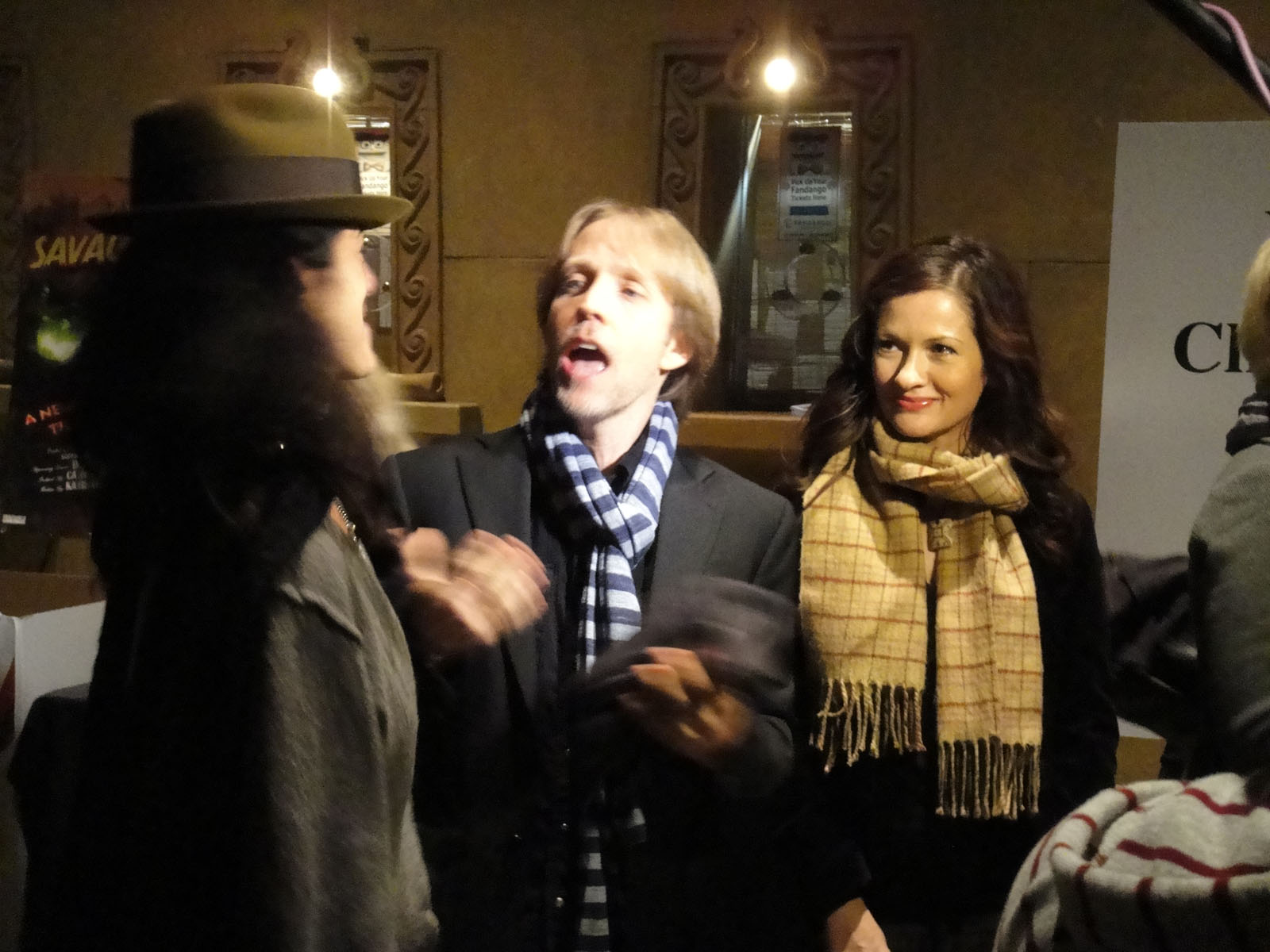
Taber (rechts) mit Nika Futterman und James Arnold Taylor (2010)

### Filme und Serien
- 1998: Beverly Hills, 90210 (Serie)
- 1998: Conrad Bloom (Serie)
- 2005: Stroker & Hoop (Serie, Synchronstimme)
- 2008: Star Wars: The Clone Wars
- 2008–2014: Star Wars: The Clone Wars (Animationsserie, Synchronstimme)
- 2012–2014: Robot Chicken
- 2014: Faking It
- 2015–2019: Guardians of the Galaxy (Animationsserie, Synchronstimme)
- seit 2016: Willkommen bei den Louds (Animationsserie, Synchronstimme)
- 2020: The Walking Dead: World Beyond (Fernsehserie, 1 Episode)
- 2021: Willkommen bei den Louds – Der Film (The Loud House Movie) (Sprecherrolle)

### Videospiele
- 2003: Star Wars: Knights of the Old Republic
- 2004: The Bard’s Tale
- 2006: Tony Hawk’s Downhill Jam
- 2008: Star Wars: The Force Unleashed
- 2009: James Cameron’s Avatar: Das Spiel
- 2010: Star Wars: The Force Unleashed II
- 2012: Resident Evil: Operation Raccoon City
- 2014: Murdered: Soul Suspect
- 2015: Minecraft: Story Mode

## Hörbücher
- 2019: E. K. Johnston: Star Wars: Queen's Shadow, Listening Library & Audible
- 2020: E. K. Johnston: Star Wars Queen's Peril, Listening Library & Audible
- 2022: E. K. Johnston: Queen's Hope, Disney Lucasfilm Press & Audible